# Club de motociclistas Cosacos
Los Cossacks Motorcycle Club o Cossacks MC (Cosacos en su traducción al español) es un club de moteros de origen estadounidense, considerado una organización criminal. Se ha mencionado que es uno de los grupos de motociclistas más grandes del estado de Texas, son más conocidos por su conflicto con los Bandidos Motorcycle Club, en particular por el tiroteo en Waco de 2015 que dejó siete miembros del grupo muertos. Se dice que es el segundo club de motociclistas más grande del estado de Texas.

## Historia
El Club de Motociclistas Cossacks fue fundado en Tyler, Texas en 1969 por un grupo de 6 motociclistas: Earl Swift, Charles Hanks, Butch Cheatham, Paul Henley, Tom Eliason y Carl Blair. El grupo lleva el nombre de los icónicos jinetes originarios de Ucrania. El número de miembros fue creciendo en número y se establecieron más capítulos en todo Texas.  También existen ramas del club en Ohio, Indiana y Virginia..

## Denuncias e incidentes penales
En noviembre de 2013, el presidente de los Bandidos MC Abilenefue arrestado por apuñalar a dos miembros de los cosacos, uno de los cuales era el presidente del capítulo Mingus del grupo: Timothy Satterwhite. El incidente ocurrió afuera del restaurante Logan´s Roadhouse en Abilene, Texas.
Casi dos años después después, el 22 de marzo de 2015, un total de diez miembros de Cossacks MC obligaron a un miembro solitario de Bandidos MC a salir de la Interestatal 35 cerca de la ciudad de Lorena (aproximadamente 15 millas al sur de Waco, Texas). Luego, los miembros de los cosacos procedieron a golpear al motociclista Bandidos con armas cuerpo a cuerpo que incluían cadenas, tubos de metal y bastones. Posteriormente, los miembros de Cossacks robaron la moto que conducía el afectado. Ese mismo día, un grupo de Bandidos o motociclistas afiliados a Bandidos (miembros del club de apoyo), se acercó a un solo miembro del Cossacks en una estación de servicio del condado de Palo Pinto (aproximadamente 60 millas al oeste de Fort Worth) y le solicitaron que el motociclista cosaco quite su balancín inferior 'Texas'. El motociclista respondió con una negativa, lo que provocó que lo golpearan en la cabeza con un martillo y le quitaran el chaleco. 
La sucursal del El Paso del FBI fue "adverdia" por una fuente confidencial el 7 de abril de 2015 sobre un grupo de 100 miembros de Bandidos que se esperaba que viajaran a Odessa, Texas, con el propósito de iniciar una guerra de pandillas con los Cosacos.
El 7 de abril de 2015, se alertó a la sede del FBI en San Antonio para que estuviera atenta a posibles conflictos entre Bandidos y Cosacos en las manifestaciones de motociclistas celebradas en las ciudades de Amarillo, Hondo, Midland y Odessa. 